# Mundo Nuevo Arriba
Mundo Nuevo Arriba är en ort i Mexiko.   Den ligger i kommunen Juárez och delstaten Chiapas, i den sydöstra delen av landet, 700 km öster om huvudstaden Mexico City. Mundo Nuevo Arriba ligger 51 meter över havet och antalet invånare är 163.
Terrängen runt Mundo Nuevo Arriba är platt. Runt Mundo Nuevo Arriba är det ganska glesbefolkat, med 27 invånare per kvadratkilometer. Närmaste större samhälle är Pueblo Juárez, 9,4 km sydost om Mundo Nuevo Arriba. Trakten runt Mundo Nuevo Arriba består till största delen av jordbruksmark.